# Esther Azzopardi
Esther Azzopardi (Farrugia, 1981. december 12. –) máltai nemzetközi női labdarúgó-játékvezető.

## Pályafutása

### Labdarúgóként
Kapus poszton kezdte a labdarúgás megismerését. A Kavallieri WRFC Málta női labdarúgó-válogatottjának a kapusa volt, amikor elhatározta, hogy játékvezető lesz.

### Nemzeti játékvezetés
Édesapja, Ronnie Farrugia aktív játékvezetőként illetve nemzetközi partbíróként tevékenykedett, az ő hatására lett játékvezető. A játékvezetésből 1998-ban vizsgázott, 2005-ben lett az I. Liga játékvezetője. Az első máltai női játékvezető, aki a férfi I. Liga bajnokságában mérkőzést vezethetett.

### Nemzetközi játékvezetés
A Máltai labdarúgó-szövetség (MFA) Játékvezető Bizottsága (JB) terjesztette fel nemzetközi játékvezetőnek, a Nemzetközi Labdarúgó-szövetség (FIFA) 2007-től tartotta nyilván bírói keretében. A FIFA JB központi nyelvei közül a angolt beszéli. Több válogatott és nemzetközi klubmérkőzést vezetett, vagy működő társának 4. bíróként segített.

#### Világbajnokság
A világbajnoki döntőhöz vezető úton Németországba a 2011-es női labdarúgó-világbajnokságra a FIFA JB játékvezetőként alkalmazta.

##### 2011-es női labdarúgó-világbajnokság

###### Selejtező mérkőzés
| Időpont           | Helyszín                    | Mérkőzés típusa           | Mérkőzés             | Eredmény |
| ----------------- | --------------------------- | ------------------------- | -------------------- | -------- |
| 2009. október 24. | Matije Gubca Stadion, Krško | előselejtező (7. csoport) | Szlovénia–Finnország | 0 : 3    |

#### Európa-bajnokság

##### U17-es női labdarúgó-Európa-bajnokság
Az Európai Labdarúgó-szövetség (UEFA) JB arról értesítette a máltai szövetséget, hogy a június végi Svájcban rendezendő 2009-es U17-es női labdarúgó-Európa-bajnokság döntő egyik játékvezetőjének jelöli. A négyes tornadöntő másik játékvezetője Kulcsár Katalin volt.

###### 2009-es U17-es női labdarúgó-Európa-bajnokság
| Időpont          | Helyszín                                 | Mérkőzés típusa | Mérkőzés               | Eredmény | Asszisztensek                  |
| ---------------- | ---------------------------------------- | --------------- | ---------------------- | -------- | ------------------------------ |
| 2009. június 22. | Centre sportif de Colovray Stadion, Nyon | egyik elődöntő  | Norvégia–Spanyolország | 0 : 2    | Sian Massey(angol)/Anne Cheron |
| 2009. június 25. | Centre sportif de Colovray Stadion, Nyon | bronz találkozó | Norvégia–Franciaország | 1 : 3    | Sian Massey/Anne Cheron (belga |

---

##### U19-es női labdarúgó-Európa-bajnokság
Macedónia rendezte a 13., a 2010-es U19-es női labdarúgó-Európa-bajnokságot, ahol az UEFA JB hivatalnokként alkalmazta.

###### 2010-es U19-es női labdarúgó-Európa-bajnokság
| Időpont         | Helyszín                          | Mérkőzés típusa              | Mérkőzés                  | Eredmény | Nézők száma |
| --------------- | --------------------------------- | ---------------------------- | ------------------------- | -------- | ----------- |
| 2010. május 24. | Železarnica Stadion, Szkopje      | csoportmérkőzés (A. csoport) | Skócia–Anglia             | 1 – 3    | 350         |
| 2010. május 30. | Boris Trajkovski Stadion, Szkopje | csoportmérkőzés (A. csoport) | Olaszország–Skócia        | 3 – 3    | 400         |
| 2010. június 2. | Milano Arena, Kumanovo            | egyik elődöntő               | Németország–Franciaország | 1 – 1    | 3000        |

#### UEFA Női Bajnokok Ligája
| Időpont           | Helyszín                  | Mérkőzés típusa       | Mérkőzés                           | Eredmény | Asszisztensek              |
| ----------------- | ------------------------- | --------------------- | ---------------------------------- | -------- | -------------------------- |
| 2010. október 13. | Központi Stadion, Brøndby | legjobb 16 közé jutás | Brøndby IF–Unia Racibórz (lengyel) | 2 : 0    | Philip Agius/Thomas Debono |